# ميشيل دوماس (مجدف)
ميشيل دوماس (بالفرنسية: Michel Dumas)‏ هو مجدف فرنسي، ولد في 19 أكتوبر 1944.

## وصلات خارجية
- ميشيل دوماس على موقع الاتحاد الدولي للتجديف (الإنجليزية)
- ميشيل دوماس على موقع اللجنة الأولمبية الدولية (الإنجليزية)
- ميشيل دوماس على موقع أوليمبيديا (الإنجليزية)